# Adolf Verybad
Profesor Adolf Verybad je izmišljeni lik iz stripa Zagor. On je znanstvenik koji radi za američku vojsku.

## Životopis
Svojim izumima za vojsku profesor Verybad je često pravio nevolje koje je Zagor morao rješavati. Prvo je izumio ručnu bombu Ameliju koju su ukrali špijuni i Zagor je morao u potjeru za njima pri čemu je bomba uništena. Zatim je izumio serum za nevidljivost kojeg se također dokopao jedan razbojnik kako bi se okoristio njime. Zagor je uhvatio razbojnika ali američka vojska je namjeravala iskoristiti serum kako bi se Sjedinjene države proširile na teritorij susjednih država. Zagor je spalio formule za serum te uništio sav proizvedeni serum. Zatim je Verybad izumio otrovni plin kojeg su se dokopali trojica vojnih dezertera kako bi se pomoću njega obogatili ali Zagor ih je uspio zaustaviti. Prije toga, Verybad je počeo raditi na serumu koji je omogućio pretvaranje mladića u ljude-vodozemce, s ciljem da se stvori vojnike koji mogu disati pod vodom. No projekt je ukinut a vojnici su, da pokriju tragove projekta, pobili sve "zamorce". Nakon toga, Verybad je izumio serum za smanjivanje pomoću kojega je uspijevao ljude i životinje smanjiti na veličinu kukaca. Ponovno su neki vojnici ukrali serum kako bi ga iskoristili za svoj vlastiti profit ali Zagor ih je zaustavio. Verybad je zatim preuzeo stojeve na kojima je profesor Hellingen radio u Skylabu (prije nego što su mu vanzemaljci pomogli u bijegu) i pomoću njih postigao da ljudi kontroliraju umove kukaca što se može vrlo dobro iskoristiti u vojne svrhe. No i taj je projekt uništen kada je otkriveno da neki časnici djelovanje kukaca isprobavaju na živim ljudskim metama.